# Trophée des champions 2001
La Supercoppa di Francia 2001 (ufficialmente Trophée des champions 2001) è stata la venticinquesima edizione della Supercoppa di Francia, la sesta organizzata dalla Ligue de Football Professionnel.
Si è svolta il 19 luglio 2001 allo Stade de la Meinau di Strasburgo tra il Nantes, vincitore della Division 1 2000-2001, e lo Strasburgo, vincitore della Coppa di Francia 2000-2001.
A conquistare il titolo è stato il Nantes che ha vinto per 4-1 con reti di Olivier Quint e, dopo il momentaneo pareggio di Danijel Ljuboja, le marcature di Sylvain Armand, Wilfried Dalmat e Nicolas Savinaud.

## Partecipanti
| Squadre    | Qualificazione                             | Partecipazioni precedenti (il grassetto indica la vittoria) |
| ---------- | ------------------------------------------ | ----------------------------------------------------------- |
| Nantes     | Vincitore della Division 1 2000-2001       | 6 (1965, 1966, 1973, 1995, 1999, 2000)                      |
| Strasburgo | Vincitore della Coppa di Francia 2000-2001 | Nessuna                                                     |

## Tabellino
| Arbitro: | Sars |

|             |           |                                             |
| Ljuboja 17’ | Marcatori | 7’ Quint 38’ Armand 88’ Dalmat 90’ Savinaud |

### Formazioni
| Strasburgo:     |    |                        |     |     |
|                 |    |                        |     |     |
| P               | 1  | José Luis Chilavert    | 58’ |     |
| D               | 24 | Yannick Fischer        |     |     |
| D               | 17 | Alexis N'Gambi         |     |     |
| D               | 5  | Teddy Bertin           |     |     |
| D               | 27 | Jacques Momha          |     |     |
| C               | 8  | Pascal Camadini        |     |     |
| C               | 18 | Pascal Johansen        |     |     |
| C               | 4  | Christian Bassila      |     |     |
| C               | 10 | Corentin Martins (c)   |     |     |
| A               | 31 | Péguy Luyindula        |     | 74’ |
| A               | 28 | Danijel Ljuboja        |     | 79’ |
| A disposizione: |    |                        |     |     |
| P               | 30 | Christophe Eggimann    |     |     |
| D               | 3  | Jean-Christophe Devaux |     |     |
| C               | 20 | Yacine Abdessadki      |     |     |
| A               | 13 | Gonzalo Belloso        |     | 74’ |
| A               | 21 | Stéphane Roda          |     | 79’ |
| Allenatore:     |    |                        |     |     |
| Ivan Hašek      |    |                        |     |     |

| Nantes:          |    |                      |     |     |
|                  |    |                      |     |     |
| P                | 1  | Mickaël Landreau (c) | 11’ |     |
| D                | 3  | Nicolas Laspalles    |     |     |
| D                | 2  | Néstor Fabbri        |     |     |
| D                | 5  | Nicolas Gillet       |     |     |
| D                | 22 | Sylvain Armand       |     |     |
| C                | 8  | Frédéric Da Rocha    |     |     |
| C                | 29 | Stéphane Ziani       |     |     |
| C                | 13 | Mathieu Berson       | 36’ | 61’ |
| C                | 21 | Olivier Quint        |     |     |
| A                | 9  | Viorel Moldovan      |     | 85’ |
| A                | 11 | Pierre-Yves André    |     | 73’ |
| A disposizione:  |    |                      |     |     |
| D                | 12 | Pascal Delhommeau    |     | 85’ |
| D                | 24 | Yves Deroff          |     |     |
| C                | 15 | Nicolas Savinaud     |     | 61’ |
| C                | 18 | Wilfried Dalmat      |     | 73’ |
| A                | 14 | Pierre Aristouy      |     |     |
| Allenatore:      |    |                      |     |     |
| Raynald Denoueix |    |                      |     |     |